# Danh sách cầu thủ tham dự giải vô địch bóng đá U-17 châu Đại Dương 2017
Các đội hình ở bảng A được công bố ngày 11 tháng 2 năm 2017. đội hình của Bảng B được công bố một ngày sau đó.

## Bảng A

### Nouvelle-Calédonie
Huấn luyện viên:  Michel Clarque
| 0#0 | Vị trí | Cầu thủ                         | Ngày sinh và tuổi           | Câu lạc bộ     |
| --- | ------ | ------------------------------- | --------------------------- | -------------- |
| 1   | TM     | Germain-Hnathupath-Emile Ita    | 26 tháng 2, 2001 (15 tuổi)  | AS Wetr        |
| 2   | HV     | Josua-Sipun Hlemu               | 7 tháng 12, 2000 (16 tuổi)  | AS Mont Dore   |
| 3   | TV     | Titouan Richard                 | 4 tháng 12, 2000 (16 tuổi)  | AS Mont Dore   |
| 4   | HV     | Kiam-Evan-Joseph Wanesse        | 5 tháng 11, 2001 (15 tuổi)  | Taramene Sport |
| 5   | HV     | Sidri-Cameron Wadenges          | 5 tháng 8, 2000 (16 tuổi)   | AS Magenta     |
| 6   | TV     | Jekob-Abiezer Jeno              | 22 tháng 6, 2000 (16 tuổi)  | FC Auteuil     |
| 7   | TĐ     | Gale-Raymond Luewadia           | 26 tháng 2, 2001 (15 tuổi)  | Bethel Sport   |
| 8   | TV     | Cyril Nyipie                    | 11 tháng 4, 2000 (16 tuổi)  | AS Mont Dore   |
| 9   | TĐ     | Vita-Nephi-Terence Longue       | 25 tháng 11, 2000 (16 tuổi) | Oms Paita      |
| 10  | TV     | Lionel-Jéremie Thahnaena        | 19 tháng 6, 2001 (15 tuổi)  | Bethel Sport   |
| 11  | TV     | Paul-Kaloie Gope-Fenepej        | 10 tháng 8, 2000 (16 tuổi)  | AS Mont Dore   |
| 12  | HV     | Bernard-Sinepo Iwa              | 16 tháng 5, 2000 (16 tuổi)  | Qanono Sport   |
| 13  | TĐ     | Raoul-Stéphane Wenisso          | 20 tháng 7, 2000 (16 tuổi)  | Gaitcha Fcn    |
| 14  | TV     | Japhet-Kapo Qaeze               | 16 tháng 9, 2001 (15 tuổi)  | US Wedrumel    |
| 15  | TĐ     | Ezekiel-Djipa Taouvama          | 3 tháng 5, 2001 (15 tuổi)   | RC Poindimie   |
| 16  | TV     | Pierre-Laurent Bako             | 9 tháng 8, 2001 (15 tuổi)   | AS Wetr        |
| 17  | HV     | Hnautra-Jean-Pierre Enoka       | 12 tháng 3, 2001 (15 tuổi)  | AS Magenta     |
| 18  | HV     | Caihé-Robert-Joeric Caihe       | 19 tháng 1, 2001 (16 tuổi)  | AS Wetr        |
| 19  | HV     | Henri-Balthazard-Celoua Kapoeri | 1 tháng 9, 2000 (16 tuổi)   | AS Wetr        |
| 20  | TM     | Unë-Joël Kecine                 | 6 tháng 5, 2001 (15 tuổi)   | Qanono Sport   |

### Papua New Guinea
Huấn luyện viên:  Harrison Kamake
| 0#0 | Vị trí | Cầu thủ                  | Ngày sinh và tuổi           | Câu lạc bộ                    |
| --- | ------ | ------------------------ | --------------------------- | ----------------------------- |
| 1   | TM     | Charley Ningikau         | 4 tháng 3, 2000 (16 tuổi)   | Centre of Excellence - Madang |
| 2   | HV     | Milton Karu Biwa         | 28 tháng 10, 2000 (16 tuổi) | Potsie FC                     |
| 3   | HV     | Kimson Kapai             | 18 tháng 8, 2000 (16 tuổi)  | Centre of Excellence - Madang |
| 4   | HV     | Sylvester Wafihunia Luke | 12 tháng 12, 2000 (16 tuổi) | Centre of Excellence - Lae    |
| 5   | TV     | Freeman Giwi             | 7 tháng 7, 2000 (16 tuổi)   | Centre of Excellence - Madang |
| 6   | TĐ     | Samuel Jeremiah Detnom   | 8 tháng 3, 2001 (15 tuổi)   | Centre of Excellence - Lae    |
| 7   | TV     | Emmanuel Simongi         | 25 tháng 9, 2000 (16 tuổi)  | Centre of Excellence - Madang |
| 8   | TĐ     | Aben Pukue               | 25 tháng 9, 2000 (16 tuổi)  | Centre of Excellence - Madang |
| 9   | TV     | Barthy Kerobin           | 13 tháng 9, 2000 (16 tuổi)  | Centre of Excellence - Madang |
| 10  | TV     | Oberth Boram Simon       | 1 tháng 1, 2001 (16 tuổi)   | Centre of Excellence - Lae    |
| 11  | TV     | Yagi Yasasa              | 17 tháng 8, 2000 (16 tuổi)  | Morobe Unite FC               |
| 12  | TV     | Ricky Clyde Wadunah      | 20 tháng 12, 2000 (16 tuổi) | Centre of Excellence - Madang |
| 13  | HV     | Thomas Kongragle         | 24 tháng 3, 2000 (16 tuổi)  | Bugandi FC                    |
| 14  | TV     | Emmanuel Yopiyopi        | 18 tháng 8, 2000 (16 tuổi)  | Bugandi FC                    |
| 15  | TĐ     | Dunstan Jamua Jefferey   | 14 tháng 7, 2000 (16 tuổi)  | Centre of Excellence - Lae    |
| 16  | TV     | Jonathan Allen           | 3 tháng 1, 2000 (17 tuổi)   | Centre of Excellence - Madang |
| 17  | HV     | Dopson Noi               | 7 tháng 11, 2000 (16 tuổi)  | 8 Mile Pukpuk FC              |
| 18  | TV     | Wolfram Kob Gregory      | 25 tháng 3, 2000 (16 tuổi)  | Bugandi FC                    |
| 19  | TV     | Abraham Allen            | 25 tháng 12, 2000 (16 tuổi) | Centre of Excellence - Madang |
| 20  | TM     | Graham Berigami          | 1 tháng 2, 2000 (17 tuổi)   | Centre of Excellence - Madang |

### Tahiti
Huấn luyện viên:  Patrice Flaccadori
| 0#0 | Vị trí | Cầu thủ              | Ngày sinh và tuổi           | Câu lạc bộ     |
| --- | ------ | -------------------- | --------------------------- | -------------- |
| 1   | TM     | Tevaearai Tamatai    | 15 tháng 1, 2001 (16 tuổi)  | AS Venus       |
| 2   | HV     | Ariimana Taaroamea   | 25 tháng 6, 2000 (16 tuổi)  | AS Arue        |
| 3   | HV     | Taumihau Tehaamoana  | 2 tháng 2, 2001 (16 tuổi)   | AS Tefana      |
| 4   | HV     | Tohivea Haring       | 16 tháng 6, 2001 (15 tuổi)  | AS T.Tahiti    |
| 5   | HV     | Giovanni Booene      | 3 tháng 1, 2001 (16 tuổi)   | AS Venus       |
| 6   | TV     | Kavai'Ei Morgant     | 8 tháng 10, 2001 (15 tuổi)  | AS Tefana      |
| 7   | TV     | Ryann Boukrouma      | 10 tháng 2, 2000 (17 tuổi)  | AS Tefana      |
| 8   | TV     | Eddy Kaspard         | 27 tháng 5, 2001 (15 tuổi)  | AS Tefana      |
| 9   | TĐ     | Tutehau Tufariua     | 31 tháng 1, 2000 (17 tuổi)  | AS Taiarapu FC |
| 10  | TV     | Yann Vivi            | 7 tháng 6, 2000 (16 tuổi)   | AS Tapuhute    |
| 11  | TV     | Hitiora Hanere       | 29 tháng 5, 2001 (15 tuổi)  | AS T.Anani     |
| 12  | HV     | Bryand Tetuanui      | 14 tháng 7, 2000 (16 tuổi)  | AS Aorai       |
| 13  | HV     | Herearii Kohumoetini | 20 tháng 3, 2001 (15 tuổi)  | AS Taiarapu FC |
| 14  | HV     | Tautu Heitarauri     | 4 tháng 8, 2001 (15 tuổi)   | AS Venus       |
| 15  | TV     | Kalahani Beaumert    | 14 tháng 2, 2000 (16 tuổi)  | AS Tefana      |
| 16  | TM     | Moana Pito           | 25 tháng 1, 2000 (17 tuổi)  | AS Tefana      |
| 17  | TV     | Terai Bremond        | 16 tháng 5, 2001 (15 tuổi)  | AS Venus       |
| 18  | TV     | Teraimanahiva Heitaa | 12 tháng 10, 2000 (16 tuổi) | AS Temanava    |
| 19  | TV     | Diego Araneda        | 27 tháng 7, 2000 (16 tuổi)  | AS Tefana      |
| 20  | TV     | Lawrentz Loska       | 11 tháng 9, 2000 (16 tuổi)  | AS Aorai       |

### Vanuatu
Huấn luyện viên:  Rocky Neveserveth
| 0#0 | Vị trí | Cầu thủ                   | Ngày sinh và tuổi           | Câu lạc bộ              |
| --- | ------ | ------------------------- | --------------------------- | ----------------------- |
| 1   | TM     | Joshua Willie             | 13 tháng 6, 2000 (16 tuổi)  | Unattached              |
| 2   | TĐ     | Jayson Tari               | 2 tháng 11, 2000 (16 tuổi)  | Unattached              |
| 3   | HV     | Zidane Maguekon           | 3 tháng 6, 2000 (16 tuổi)   | Unattached              |
| 4   | HV     | Glendon Leki              | 16 tháng 10, 2000 (16 tuổi) | Northern Region Academy |
| 5   | TV     | Jean-Claude Jimmy Batick  | 13 tháng 3, 2000 (16 tuổi)  | Unattached              |
| 6   | HV     | Nelsin Rawor              | 8 tháng 2, 2000 (17 tuổi)   | Northern Region Academy |
| 7   | TV     | Alberick Wequas           | 26 tháng 1, 2000 (17 tuổi)  | Unatteched              |
| 8   | TV     | Tom Saksak                | 8 tháng 5, 2000 (16 tuổi)   | Unattached              |
| 9   | TV     | Rhydley Napau             | 3 tháng 5, 2000 (16 tuổi)   | Unattached              |
| 10  | TV     | Abert Vanva               | 24 tháng 5, 2000 (16 tuổi)  | Unattached              |
| 11  | TV     | Fred Christion            | 24 tháng 12, 2000 (16 tuổi) | Unatteched              |
| 12  | TĐ     | Andre Damelip             | 7 tháng 10, 2000 (16 tuổi)  | Northern Region Academy |
| 13  | HV     | Julio-Claude Tevanu       | 7 tháng 7, 2000 (16 tuổi)   | Northern Region Academy |
| 14  | TV     | Semmy Chris Iati          | 5 tháng 7, 2000 (16 tuổi)   | Unattached              |
| 15  | HV     | Richard Thomas            | 9 tháng 12, 2000 (16 tuổi)  | Unatteched              |
| 16  | TĐ     | Dilland Ngwele            | 6 tháng 5, 2000 (16 tuổi)   | Northern Region Academy |
| 17  | TĐ     | Presley Alick             | 5 tháng 5, 2000 (16 tuổi)   | Northern Region Academy |
| 18  | TV     | Tyson Gere                | 11 tháng 7, 2000 (16 tuổi)  | Northern Region Academy |
| 19  | HV     | Jack Willie               | 27 tháng 2, 2000 (16 tuổi)  | Unattached              |
| 20  | TM     | Dgen Christian Junior Leo | 6 tháng 8, 2000 (16 tuổi)   | Unattached              |

## Bảng B

### Fiji
Huấn luyện viên:  Shalen Lal
| 0#0 | Vị trí | Cầu thủ                   | Ngày sinh và tuổi          | Câu lạc bộ |
| --- | ------ | ------------------------- | -------------------------- | ---------- |
| 1   | TM     | Mohammed Alzaar Alam      | 8 tháng 2, 2000 (17 tuổi)  | Seqaqa     |
| 2   | HV     | Kishan Ravinesh Sami      | 13 tháng 3, 2000 (16 tuổi) | Ba         |
| 3   | HV     | Paula Tuinaserau          | 25 tháng 3, 2000 (16 tuổi) | Tavua      |
| 4   | HV     | Simione Nabenu            | 6 tháng 5, 2000 (16 tuổi)  | Ba         |
| 5   | TĐ     | Jovilisi Muloca           | 8 tháng 3, 2000 (16 tuổi)  | Ba         |
| 6   | TV     | Mohammed Naizal           | 2 tháng 3, 2000 (16 tuổi)  | Rewa       |
| 7   | TĐ     | Semi Matalau              | 17 tháng 2, 2001 (15 tuổi) | Lautoka    |
| 8   | TV     | Shaneel Avhitesh Narayan  | 17 tháng 3, 2000 (16 tuổi) | Ba         |
| 9   | TV     | Shaheel Chandra Gounder   | 3 tháng 12, 2001 (15 tuổi) | Rakiraki   |
| 10  | TĐ     | Navau Raikibei Tikoruku   | 5 tháng 1, 2000 (17 tuổi)  | Rewa       |
| 11  | TV     | Fardean Shiraz Hussein    | 9 tháng 4, 2001 (15 tuổi)  | Navua      |
| 12  | HV     | Kemueli James Uluikavoro  | 16 tháng 2, 2000 (16 tuổi) | Navua      |
| 13  | TĐ     | Waisake Soga              | 4 tháng 1, 2000 (17 tuổi)  | Ba         |
| 14  | TV     | Muni Shivam Naidu         | 24 tháng 3, 2000 (16 tuổi) | Lautoka    |
| 15  | TĐ     | Iliesa Rakuka             | 11 tháng 4, 2000 (16 tuổi) | Labasa     |
| 16  | TĐ     | Ratu Kaliova Rokomaya Dau | 6 tháng 5, 2000 (16 tuổi)  | Ba         |
| 17  | HV     | Jone Sukulu               | 9 tháng 12, 2000 (16 tuổi) | Ba         |
| 18  | HV     | Romit Ritik Narayan       | 24 tháng 3, 2000 (16 tuổi) | Sigatoka   |
| 19  | HV     | Mohammed Muzammil Jamil   | 30 tháng 1, 2001 (16 tuổi) | Ba         |
| 20  | TM     | Asaeli Batikasa           | 30 tháng 5, 2000 (16 tuổi) | Labasa     |

### New Zealand
Huấn luyện viên:  Danny Hay
| 0#0 | Vị trí | Cầu thủ                       | Ngày sinh và tuổi           | Câu lạc bộ                 |
| --- | ------ | ----------------------------- | --------------------------- | -------------------------- |
| 1   | TM     | Dylan James Bennett           | 17 tháng 2, 2000 (16 tuổi)  | Onehunga Sports            |
| 2   |        | Jordan Reuben Spain           | 5 tháng 3, 2000 (16 tuổi)   | Canterbury United          |
| 3   | HV     | Joshua Jarvie Rogerson        | 4 tháng 1, 2000 (17 tuổi)   | Ole Academy                |
| 4   | HV     | Liberato Gianpaolo Cacace     | 27 tháng 9, 2000 (16 tuổi)  | Wellington Phoenix Academy |
| 5   | HV     | Jake Harvey Williams          | 5 tháng 11, 2000 (16 tuổi)  | Wellington Phoenix Academy |
| 6   | TV     | Leon Hendrik Van Den Hoven    | 20 tháng 4, 2000 (16 tuổi)  | Onehunga Sports            |
| 7   | TV     | Elijah Henry Just             | 1 tháng 5, 2000 (16 tuổi)   | Team Wellington            |
| 8   | TV     | Oliver Thomas Duncan          | 30 tháng 1, 2000 (17 tuổi)  | Brisbane Roar              |
| 9   |        | Max Andrew Mata               | 10 tháng 7, 2000 (16 tuổi)  | Onehunga Sports            |
| 10  | TV     | Willem Ebbinge                | 6 tháng 1, 2001 (16 tuổi)   | Wellington Phoenix Academy |
| 11  |        | Matthew John Conroy           | 1 tháng 4, 2001 (15 tuổi)   | Forrest Hill Milford       |
| 12  | TM     | Zac Maxwell Jones             | 27 tháng 11, 2000 (16 tuổi) | Welington Olympic          |
| 13  | HV     | Matthew Charles Jones         | 8 tháng 4, 2000 (16 tuổi)   | Wellington Phoenix Academy |
| 14  | TV     | Kingsley Poi Poi Sinclair     | 25 tháng 2, 2001 (15 tuổi)  | Onehunga Sports            |
| 15  | HV     | Ben Alexander Deeley          | 11 tháng 6, 2000 (16 tuổi)  | Auckland Grammar School    |
| 16  | TV     | Oliver Edward Brymer Whyte    | 20 tháng 1, 2000 (17 tuổi)  | Wellington Phoenix Academy |
| 17  |        | Matthew Ray Palmer            | 16 tháng 2, 2000 (16 tuổi)  | Fencibles United AFC       |
| 18  |        | Charles Eramiha Gordon Spragg | 1 tháng 3, 2000 (16 tuổi)   | Western Springs AFC        |

### Samoa
Huấn luyện viên:  Desmond Faaiuaso
| 0#0 | Vị trí | Cầu thủ            | Ngày sinh và tuổi           | Câu lạc bộ           |
| --- | ------ | ------------------ | --------------------------- | -------------------- |
| 1   | TM     | Pele Fatu          | 25 tháng 2, 2001 (15 tuổi)  | Vaivase-Tai SC       |
| 2   | HV     | Kitiona Nauer      | 12 tháng 12, 2000 (16 tuổi) | Vaimoso SC           |
| 3   | HV     | Harlen Russell     | 27 tháng 3, 2000 (16 tuổi)  | Central United       |
| 4   | HV     | Joseph Mamea-Hind  | 9 tháng 7, 2000 (16 tuổi)   | Petone Sc            |
| 5   | HV     | Solomon Granger    | 8 tháng 4, 2000 (16 tuổi)   | Onehunga Sport       |
| 6   | HV     | Asi Stanley Mamea  | 7 tháng 1, 2000 (17 tuổi)   | Vaimoso SC           |
| 7   | TV     | Willie Sauiluma    | 12 tháng 7, 2000 (16 tuổi)  | Goulburn Valley Suns |
| 8   | TV     | Jackson Nautu      | 21 tháng 1, 2000 (17 tuổi)  | Berkeley Vale SC     |
| 9   | TV     | Darcy Knight       | 18 tháng 2, 2000 (16 tuổi)  | Central United       |
| 10  | TĐ     | Falaniko Nanumea   | 17 tháng 1, 2002 (15 tuổi)  | Vaivase-Tai SC       |
| 11  | TĐ     | Dauntae Mariner    | 25 tháng 1, 2000 (17 tuổi)  | Unattached           |
| 12  | TV     | Lotial Mano        | 15 tháng 1, 2002 (15 tuổi)  | Vaivase-Tai SC       |
| 13  | TV     | Dilo Tumua         | 15 tháng 3, 2000 (16 tuổi)  | Vaipuna SC           |
| 14  | TV     | Jefferson Faamatau | 12 tháng 7, 2000 (16 tuổi)  | Vaipuna SC           |
| 15  | HV     | Popese Popese      | 3 tháng 8, 2000 (16 tuổi)   | Vaipuna SC           |
| 16  |        | Osa Savelio        | 2 tháng 5, 2000 (16 tuổi)   | Kiwi SC              |
| 17  | TĐ     | Julius Peni Duffy  | 22 tháng 6, 2001 (15 tuổi)  | Vaipuna SC           |
| 18  | TĐ     | Jenuem Kepu        | 10 tháng 10, 2001 (15 tuổi) | Oran Park Rangers    |
| 19  | HV     | Elijah Theodor     | 28 tháng 8, 2001 (15 tuổi)  | Liverpool Olympic    |
| 22  | TM     | Talita Hafoka      | 28 tháng 6, 2000 (16 tuổi)  | Moaula FC            |

### Quần đảo Solomon
Huấn luyện viên:  Marlon Houkarawa
| 0#0 | Vị trí | Cầu thủ                  | Ngày sinh và tuổi           | Câu lạc bộ          |
| --- | ------ | ------------------------ | --------------------------- | ------------------- |
| 1   | TM     | Joel Bisiging Nanago     | 13 tháng 12, 2000 (16 tuổi) | Real Kakamora FC    |
| 2   | HV     | John Aeta                | 2 tháng 9, 2000 (16 tuổi)   | Marist FC           |
| 3   | HV     | Aengari Junior Gagame    | 15 tháng 4, 2000 (16 tuổi)  | Solomon Warriors FC |
| 4   | HV     | Junior Ashley            | 24 tháng 9, 2000 (16 tuổi)  | West Honiara FC     |
| 5   | HV     | Raymond Dauabu           | 19 tháng 6, 2000 (16 tuổi)  | Malaita Kingz FC    |
| 6   | TV     | Bobby Ramo               | 14 tháng 4, 2000 (16 tuổi)  | Northland FC        |
| 7   | TĐ     | Gideon Junior Kaoni      | 16 tháng 6, 2000 (16 tuổi)  | Solomon Warriors FC |
| 8   | TV     | Simon Wolfgang Jedzini   | 11 tháng 10, 2000 (16 tuổi) | Western United FC   |
| 9   | TĐ     | Don Keana                | 9 tháng 9, 2000 (16 tuổi)   | Hana FC             |
| 10  | TV     | Elis Jeff Mana           | 9 tháng 3, 2000 (16 tuổi)   | Koloale FC          |
| 11  | TĐ     | Mohammad Ali Mekawir     | 27 tháng 7, 2000 (16 tuổi)  | Hana FC             |
| 12  | TM     | John Brown               | 3 tháng 3, 2000 (16 tuổi)   | West Honiara FC     |
| 13  | HV     | Stanley Ryniker Sua      | 19 tháng 9, 2001 (15 tuổi)  | Koloale FC          |
| 14  | HV     | Danny Ofeni              | 12 tháng 1, 2001 (16 tuổi)  | Marist FC           |
| 15  | TV     | Alfred Elvis             | 2 tháng 8, 2000 (16 tuổi)   | Makuru FC           |
| 16  | TV     | John Mana                | 21 tháng 1, 2001 (16 tuổi)  | Hana FC             |
| 17  | TV     | Michael Lalo             | 18 tháng 1, 2001 (16 tuổi)  | Real Kakamora FC    |
| 18  | TĐ     | Steward Toata            | 10 tháng 1, 2001 (16 tuổi)  | Marist FC           |
| 19  | TĐ     | Richmond Jayloyd Hatarau | 3 tháng 4, 2000 (16 tuổi)   | Compol FC           |
| 20  | TĐ     | Junior Allen             | 15 tháng 12, 2001 (15 tuổi) | Saint Luke FC       |